# 紙飛行機 (ザ・クロマニヨンズの曲)
「紙飛行機」（かみひこうき）は、ザ・クロマニヨンズの2枚目のシングル。2007年4月25日に自身のレーベル、HAPPY SONG RECORDSからリリース。

## 解説
前のシングル「タリホー」から半年を経てリリース。初回生産限定盤にはクロマニヨンズのライブ映像を含む「cro-magnons TV」が収録されたDVDが付属された紙ジャケット仕様。

## 収録曲
1. 紙飛行機
（作詞・作曲:真島昌利）
2. ワハハ
（作詞・作曲:真島昌利）
鈴鹿サーキット･ツインリンクもてぎのCMソング。
3. チンパンマン
（作詞・作曲:甲本ヒロト）

## 参加アーティスト
- 甲本ヒロト
- 真島昌利
- 小林勝
- 桐田勝治